# Mariano del Friuli
Mariano del Friuli (im furlanischen Dialekt: Mariàn) ist eine nordostitalienische Gemeinde (comune) mit 1447 Einwohnern (Stand 31. Dezember 2023) in der Region Friaul-Julisch Venetien. Die Gemeinde liegt etwa 12,5 Kilometer westsüdwestlich von Gorizia.

## Persönlichkeiten
- Dino Zoff (* 1942), Fußballtorwart und -trainer

## Verkehr
Durch die Gemeinde führt die frühere Strada Statale 305 die Redipuglia (heute eine Regionalstraße) von Cormons nach Monfalcone.